# Diocèse de Subotica
Le diocèse de Subotica (en serbe cyrillique : Суботичка бискупија ; en serbe latin et en croate : Subotička biskupija ; en latin : Dioecesis Suboticanus) est un diocèse catholique de rite romain ; il est situé en Serbie. Son siège est situé à Subotica, dans la province de Voïvodine. Il est actuellement administré par l'évêque  Ferenc Fazekas.

## Territoire et population

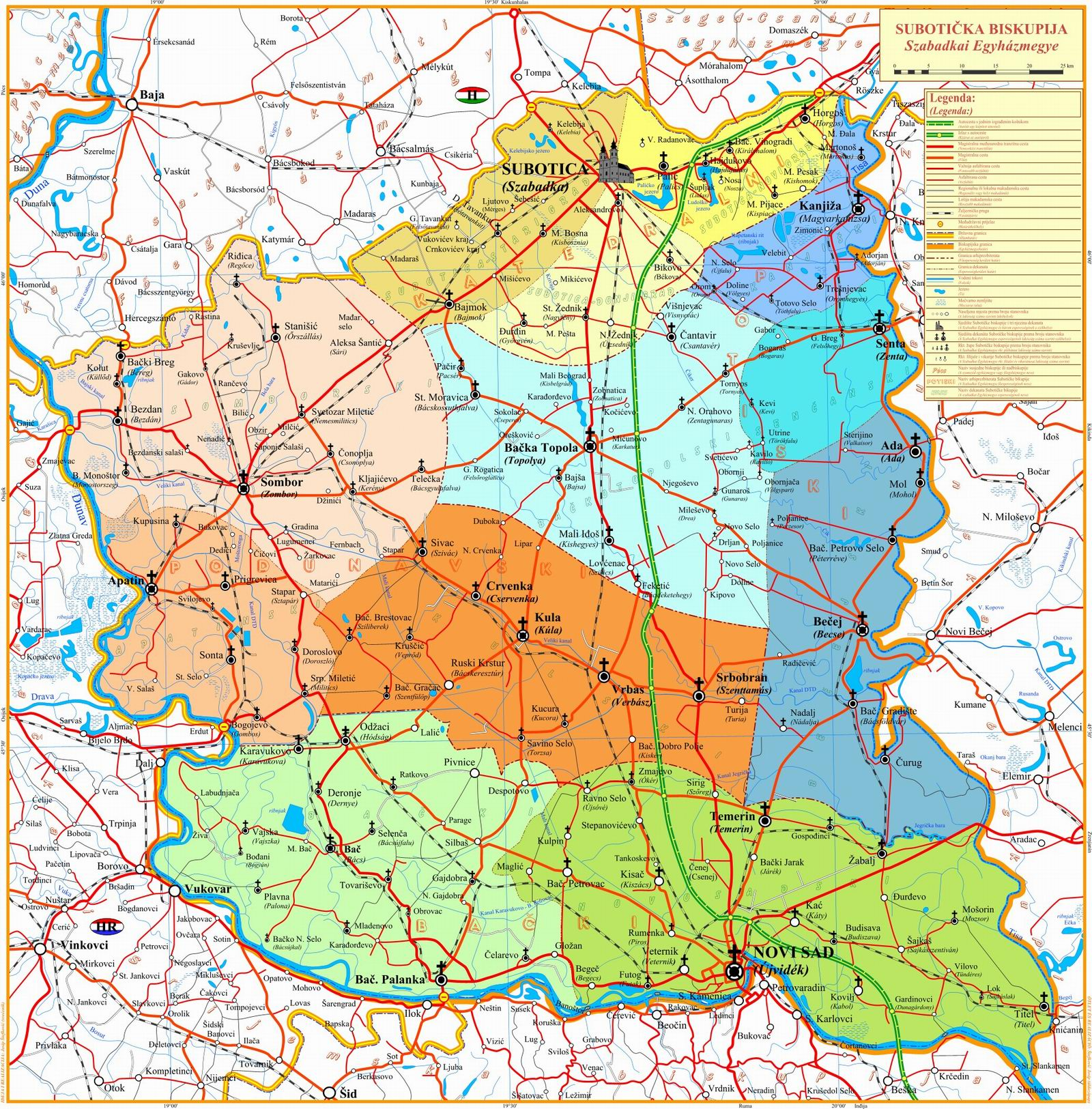
Plan du Diocèse de Subotica

Le Diocèse de Subotica englobe la partie serbe de la région de la Bačka, située dans la province autonome de Voïvodine.
Multi-ethnique, le diocèse a des fidèles appartenant principalement aux minorités magyare, croate et bunjevac.

## Histoire

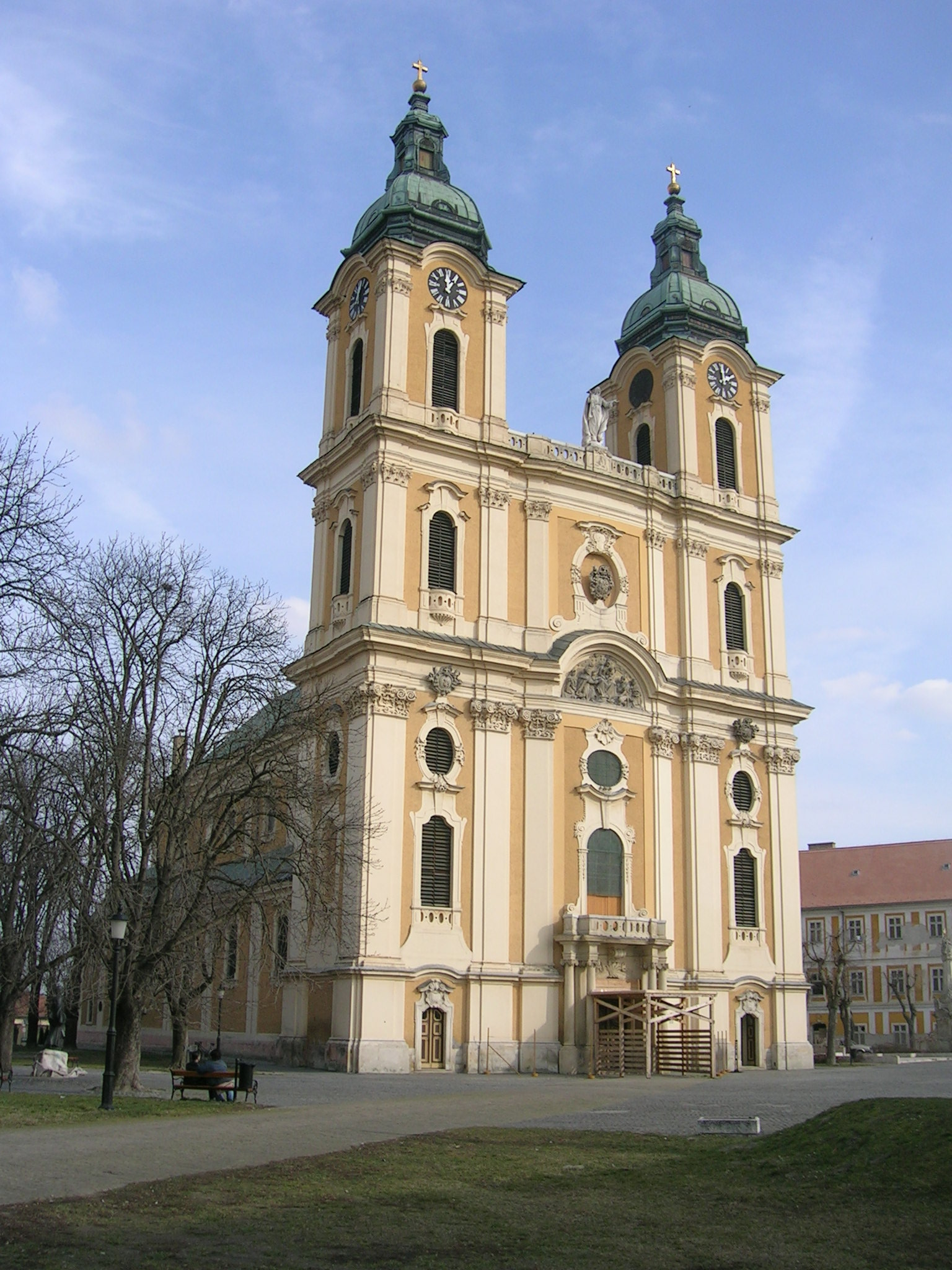
L'actuelle cathédrale de Kalocsa, en Hongrie

L'actuel diocèse de Subotica trouve son origine dans l'archevêché de Bač, fondé par le roi Ladislas Ier de Hongrie vers 1090 et devenu à partir de 1135, l'archidiocèse de Bač-Kalocsa (ou Kalocsa-Bač). Après la bataille de Mohács (1526), les Ottomans s'emparèrent de la région et les monastères et presque tous les monuments chrétiens furent détruits. Après le départ des Turcs, à la fin du XVIIe siècle et au XVIIIe siècle, de nouvelles populations vinrent s'y installer : d'abord des Serbes orthodoxes et des Croates catholiques puis des Magyars, des Allemands et des Slovaques.
En 1918, les deux tiers de l'ancien archidiocèse de Kalocsa-Bač furent intégrés au Royaume des Serbes, Croates et Slovènes. Le contact direct avec l'évêque de Kalocsa devint près impossible et, en 1923, le Saint-Siège plaça le secteur sous l'« Administration apostolique de la Bačka », relevant directement du Pape et ayant comme centre la ville de Subotica. À la tête de l'Administration fut placé Lajčo Budanović, le vicaire de la paroisse de Sainte Thérèse d'Avila à Subotica ; en 1927, Budanović fut ordonné évêque. En 1936 se tint le premier Synode de l'Administration apostolique. À son instigation, de nouvelles églises furent bâties, un séminaire fut créé à Subotica, connu sous le nom de Gymnasium Paulinum. Pendant la Seconde Guerre mondiale, l'Administration apostolique de la Bačka fut placée sous la juridiction de l'archevêque de Kalocsa, tout en conservant son indépendance administrative ; pendant cette période, l'évêque Budanović fut emprisonné et interné à Budapest et, après la guerre, il se retrouva à nouveau à la tête de l'Administration apostolique de la Bačka ; dans la nouvelle Yougoslavie communiste, la persécution des Allemands provoqua une déperdition des croyants catholiques ; de nombreuses églises restèrent sans fidèles et sans prêtres. Budanović mourut le 16 mars 1958 et fut enterré dans la cathédrale de Subotica.
En 1958, Matija Zvekanović remplaça Budanović à la tête de l'Administration ; de nouvelles paroisses furent créées et de nouvelles églises construites ; la construction du Paulinum date de cette époque, ainsi qu'une maison des prêtres connue sous le nom de Josefinum. Le 25 janvier 1968, le pape Paul VI créa le nouveau Diocèse de Subotica et Matija Zvekanović en devint le premier évêque.

## Administrateurs et évêques
- Lajčo Budanović (1927–1958)
- Matija Zvekanović (1958–1989), évêque à partir de 1968
- János Pénzes (25 avril 1989 - 8 septembre 2020)
- Alojzije Slavko Večerin (8 septembre 2020 - 26 août 2022)
- Ferenc Fazekas (7 octobre 2023 - en fonction)

## Archidiaconés, doyennés et paroisses

### Archidiaconé de la cathédrale

#### Doyenné de Stari Grad
| Ville                   | Paroisse                            | Date d'établissement | Photo |
| ----------------------- | ----------------------------------- | -------------------- | ----- |
| Donji Tavankut          | Église du Sacré-Cœur-de-Jésus       | 1910                 |       |
| Mala Bosna              | Église de la Sainte-Trinité         | 1956                 |       |
| Subotica I              | Église de la Sainte-Croix           | 1956                 |       |
| Subotica III (Kelebija) | Église de la Dispersion-des-Apôtres | 1968                 |       |
| Subotica V              | Église de la Résurrection-de-Jésus  | 1956                 |       |
| Subotica VII            | Église Sainte-Marie                 | 1956                 |       |
| Subotica VIII           | Église Saint-Pierre                 |                      |       |
| Bajmok                  | Saint Pierre et Saint Paul          | 1779                 |       |
| Subotica X              | Cathédrale Sainte-Thérèse-d'Avila   | 1710                 |       |

#### Doyenné de Donji Grad
| Ville       | Paroisse                         | Date d'établissement | Photo |
| ----------- | -------------------------------- | -------------------- | ----- |
| Subotica IV | Église de Marie-Mère-de-l'Église | 1956                 |       |
| Đurđin      | Église Saint-Joseph              | 1956                 |       |
| Subotica VI | Église Saint-Georges             | 1841                 |       |
| Žednik      | Église Saint-Marc                | 1913                 |       |
| Subotica IX | Église Saint-Roch                | 1841                 |       |
| Bikovo      | Église de l'Assomption           | 1956                 |       |

#### Doyenné de Novi Grad
| Ville           | Paroisse                                        | Date d'établissement | Photo |
| --------------- | ----------------------------------------------- | -------------------- | ----- |
| Palić           | Église de la Sainte-Vierge-Marie-Reine-du-Monde | 1956                 |       |
| Subotica II     | Église de Jésus-le-Charpentier                  | 1956                 |       |
| Bački Vinogradi | Église du Sacré-Cœur-de-Jésus                   | 1926                 |       |
| Hajdukovo       | Église Saint-Jean-Baptiste                      | 1968                 |       |
| Horgoš          | Église Saint-Jean-Népomucène                    | 1775                 |       |
| Šupljak         | Église Sainte-Catherine                         | 1886                 |       |
| Male Pijace     | Église Saint-Pierre-et-Saint-Paul               | 1956                 |       |

### Archidiaconé de Bačka

#### Doyenné de Bačka
| Ville           | Paroisse                         | Date d'établissement | Photo |
| --------------- | -------------------------------- | -------------------- | ----- |
| Bačka Palanka   | Église de l'Immaculée-Conception | 1755                 |       |
| Selenča         | Église de la Sainte-Trinité      | 1788                 |       |
| Bačko Novo Selo | Église Sainte-Anne               | 1734                 |       |
| Bački Obrovac   | Église Saint-Ferdinand           | 1843                 |       |
| Mladenovo       | Église Saint-Jean-Baptiste       | 1731                 |       |
| Ratkovo         | Église Saint-Jean-Népomucène     | 1785                 |       |
| Plavna          | Église Saint-Jacques             | 1756                 |       |
| Deronje         | Église Saint-Joseph              | 1804                 |       |
| Vajska          | Église Saint-Georges             | 1787                 |       |
| Tovariševo      | Église Saint-Charles-Borromée    | 1868                 |       |
| Gajdobra        | Église Saint-Martin              | 1765                 |       |
| Karavukovo      | Église Saint-Martin              | 1766                 |       |
| Odžaci          | Église Saint-Michel              | 1759                 |       |
| Bač             | Église Saint-Paul                | 1688                 |       |
| Bođani          | Église Saint-Élie                | 1956                 |       |
| Čelarevo        | Église de l'Assomption           | 1802                 |       |

#### Doyenné de Novi Sad
| Ville        | Paroisse                            | Date d'établissement | Photo |
| ------------ | ----------------------------------- | -------------------- | ----- |
| Novi Sad IV  | Église du Saint-Esprit              |                      |       |
| Novi Sad I   | Église du Nom-de-Marie              | 1702                 |       |
| Budisava     | Église de la Reine-du-Saint-Rosaire | 1968                 |       |
| Lok          | Église de la Reine-du-Saint-Rosaire | 1912                 |       |
| Futog        | Église du Sacré-Cœur-de-Jésus       | 1747                 |       |
| Mošorin      | Église du Sacré-Cœur-de-Jésus       | 1899                 |       |
| Žabalj       | Église de Notre-Dame-des-Neiges     | 1805                 |       |
| Novi Sad II  | Église Sainte-Élisabeth             | 1956                 |       |
| Zmajevo      | Église Saint-Michel                 | 1793                 |       |
| Novi Sad III | Église Saint-Roch                   | 1927                 |       |
| Temerin      | Église Sainte-Rosalie               | 1783                 |       |
| Titel        | Église de l'Assomption              | 1770                 |       |

### Archidiaconé du Danube

#### Doyenné de Sombor
| Ville            | Nom                                      | Date d'établissement | Photo |
| ---------------- | ---------------------------------------- | -------------------- | ----- |
| Telečka          | Église Sainte-Marie                      | 1887                 |       |
| Stanišić         | Église du Nom-de-Marie                   | 1788                 |       |
| Kruševlje-Gakovo | Église du Saint-Rosaire                  | 1786                 |       |
| Kljajićevo       | Église de la Visitation                  | 1765                 |       |
| Sombor III       | Église de la Sainte-Trinité              | 1718                 |       |
| Svetozar Miletić | Église de la Nativité-de-la-Vierge-Marie | 1752                 |       |
| Kolut            | Église Saint-Jean-Baptiste               | 1754                 |       |
| Gakovo           | Église Saint-Martin                      | 1766                 |       |
| Bački Breg       | Église Saint-Michel                      | 1757                 |       |
| Sombor II        | Église Saint-Nicolas-Tavelić             | 1985                 |       |
| Bački Monoštor   | Église Saint-Pierre-et-Saint Paul        | 1722                 |       |
| Bezdan           | Église Saint-Simon-et-Saint-Judas        | 1743                 |       |
| Sombor I         | Église de la Sainte-Croix                | 1960                 |       |
| Čonoplja         | Église de Tous-les-Saints                | 1761                 |       |
| Riđica           | Église de l'Ascension                    | 1786                 |       |

#### Doyenné d'Apatin
| Ville          | Nom                                     | Date d'établissement | Photo |
| -------------- | --------------------------------------- | -------------------- | ----- |
| Apatin II      | Église du Sacré-Cœur-de-Jésus           | 1956                 |       |
| Kupusina       | Église Sainte-Anne                      | 1754                 |       |
| Prigrevica     | Église Saint-Jean-Baptiste              | 1763                 |       |
| Bogojevo       | Église Saint-Ladislas                   | 1766                 |       |
| Sonta          | Église Saint-Laurent                    | 1718                 |       |
| Doroslovo      | Église Saint-Émeric                     | 1752                 |       |
| Svilojevo      | Église Saint-Étienne                    | 1909                 |       |
| Apatin I       | Église de l'Assomption                  | 1750                 |       |
| Srpski Miletić | Église de l'Érection-de-la-Sainte-Croix | 1817                 |       |

#### Doyenné de Kula
| Ville           | Nom                                     | Date d'établissement | Photo |
| --------------- | --------------------------------------- | -------------------- | ----- |
| Vrbas           | Église de l'Immaculée-Conception        | 1968                 |       |
| Bački Brestovac | Église du Nom-de-Marie                  | 1818                 |       |
| Sivac           | Église du Nom-de-Marie                  | 1796                 |       |
| Crvenka         | Église du Sacré-Cœur-de-Jésus           | 1968                 |       |
| Savino Selo     | Église du Sacré-Cœur-de-Jésus           |                      |       |
| Bački Gračac    | Église Saint-Philippe-et-Saint-Jacques  | 1756                 |       |
| Kula            | Église Saint-Georges                    | 1770                 |       |
| Kruščić         | Église Saint-Étienne                    | 1762                 |       |
| Kucura          | Église de Tous-les-Saints               | 1815                 |       |
| Srbobran        | Église de l'Érection-de-la-Sainte-Croix | 1783                 |       |

### Archidiaconé de la Tisa

#### Doyenné de Bečej
| Ville                 | Nom                             | Date d'établissement | Photo |
| --------------------- | ------------------------------- | -------------------- | ----- |
| Ada                   | Église de la Sainte-Trinité     | 1760                 |       |
| Bečej II              | Église Saint-Antoine-de-Padoue  | 1900                 |       |
| Mol                   | Église Saint-Georges            | 1806                 |       |
| Bečej III             | Église Sainte-Marguerite        | 1981                 |       |
| Bačko Gradište        | Église Saint-Michel             | 1808                 |       |
| Bačko Petrovo Selo II | Église Saint-Émeric             | 1927                 |       |
| Bačko Petrovo Selo I  | Église de Tous-les-Saints       | 1774                 |       |
| Bečej I               | Église de l'Assomption          | 1757                 |       |
| Čurug                 | Église Saint-Ludovic (détruite) | 1844                 |       |

#### Doyenné de Bačka Topola
| Ville          | Nom                                      | Date d'établissement | Photo |
| -------------- | ---------------------------------------- | -------------------- | ----- |
| Bačka Topola   | Église de la Visitation                  | 1750                 |       |
| Stara Moravica | Église Sainte-Marie                      | 1810                 |       |
| Kevi           | Église de la Reine-du-Saint-Rosaire      | 1956                 |       |
| Tornjoš        | Église de la Reine-du-Saint-Rosaire      | 1906                 |       |
| Novo Orahovo   | Église du Christ-Sauveur                 | 1968                 |       |
| Gunaroš        | Église de la Nativité-de-la-Vierge-Marie | 1956                 |       |
| Mali Iđoš      | Église Sainte-Anne                       | 1776                 |       |
| Čantavir       | Église Saint-Antoine-de-Padoue           | 1781                 |       |
| Bajša          | Église de l'Assomption                   | 1784                 |       |
| Pačir          | Église de l'Érection-de-la-Sainte-Croix  | 1824                 |       |

#### Doyenné de Kanjiški
| Ville       | Nom                           | Date d'établissement | Photo |
| ----------- | ----------------------------- | -------------------- | ----- |
| Martonoš    | Église du Nom-de-Marie        | 1770                 |       |
| Orom        | Église du Sacré-Cœur-de-Marie |                      |       |
| Totovo Selo | Église Saint-Joseph           | 1931                 |       |
| Trešnjevac  | Église Saint-Michel           | 1924                 |       |

#### Doyenné de Senta
| Ville       | Nom                                     | Date d'établissement | Photo |
| ----------- | --------------------------------------- | -------------------- | ----- |
| Adorjan     | Église du Nom-de-Marie                  | 1863                 |       |
| Senta I     | Église du Sacré-Cœur-de-Jésus           | 1887                 |       |
| Kanjiža I   | Église des Saints-Anges-Gardiens        | 1750                 |       |
| Senta II    | Église Saint-Antoine-de-Padoue          | 1968                 |       |
| Senta III   | Église Saint-François-d'Assise          | 1956                 |       |
| Gornji Breg | Église Saint-Joseph                     | 1892                 |       |
| Kanjiža II  | Église Saint-Paul                       | 1931                 |       |
| Senta IV    | Église Saint-Étienne                    | 1755                 |       |
| Senta V     | Église Sainte Thérèse de l'Enfant Jésus | 1956                 |       |